# Nejlikrot
Nejlikrot (Geum urbanum) är en art i familjen rosväxter. Den kallas ibland även nejlikkummer och är en av Sveriges vanligaste örter. Arten förekommer i hela Europa, Nordafrika och österut till Sibirien, Centralasien, västra Himalaja, Turkiet, Iran och Irak. Nejlikrot har naturaliserats på flera andra håll i världen.

## Beskrivning
Nejlikrot är en flerårig, mjukt hårig ört som kan bli upp till 60 cm hög. Roten är röd inuti och har en svag doft som påminner om kryddnejlika. Stjälken är upprätt och har parflikiga basalblad och treflikade eller trefingrade stjälkblad. Stiplerna är fliktandade och 1–3 cm långa. Blommorna gula blommor som har utbredda foder- och kronblad, Kronbladen är vanligen 0,5 cm långa. Frukterna är plattade och avlångt äggformade med lång krokuddig näbb, vilket är typiskt för släktets arter. Varje blomma ger cirka 70 delfrukter.
Arten blommar från juni till augusti i Sverige.
Nejlikrot liknar rysk nejlikrot (G. aleppicum) och sträv nejlikrot (G. hispidum), dessa är dock strävt och styvt håriga. Amerikansk nejlikrot (G. macrophyllum) kan skiljas genom sina stora blad, större blommor och fruktsamlingar med över tvåhundra frukter.

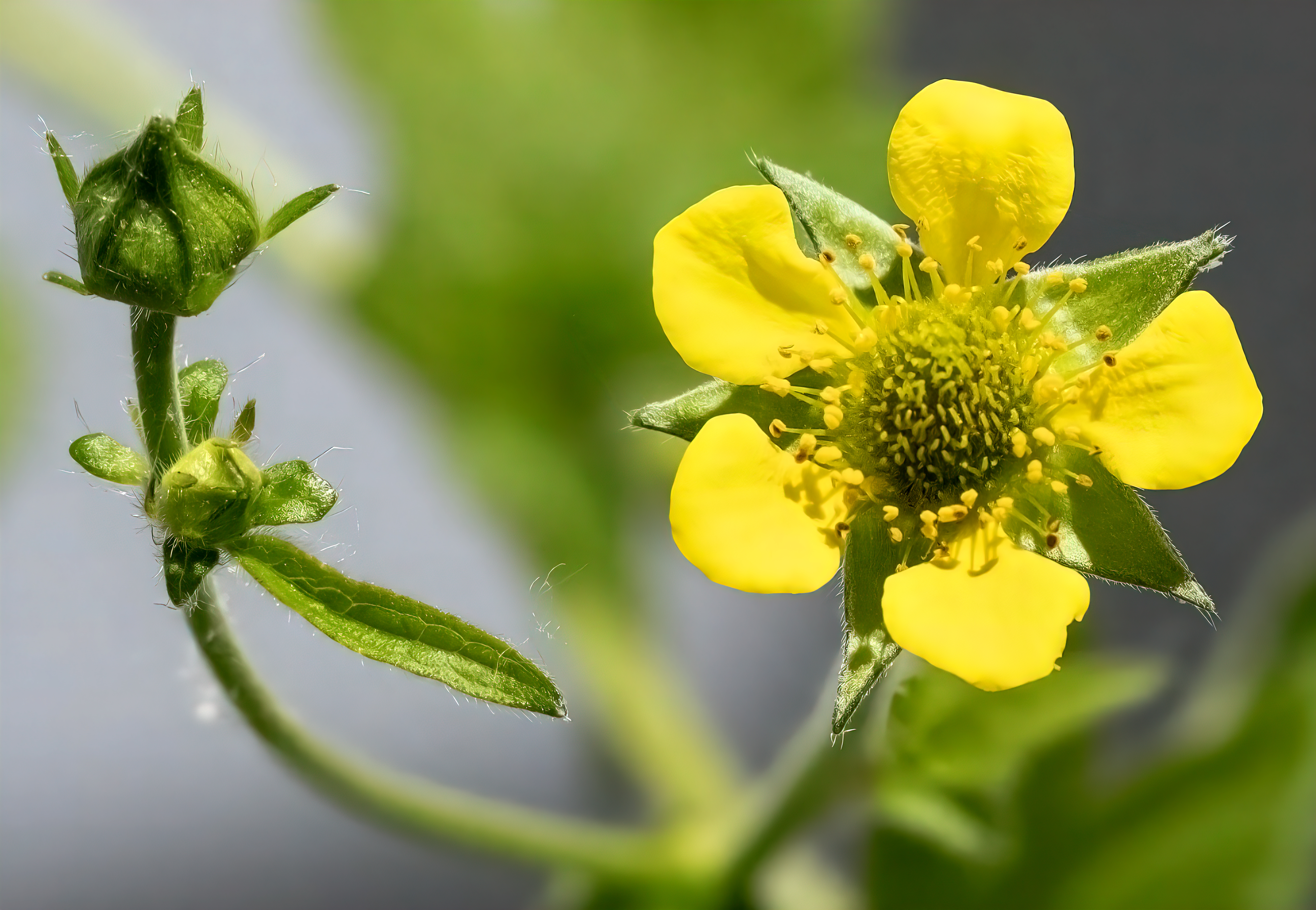
Knoppar och blomma.
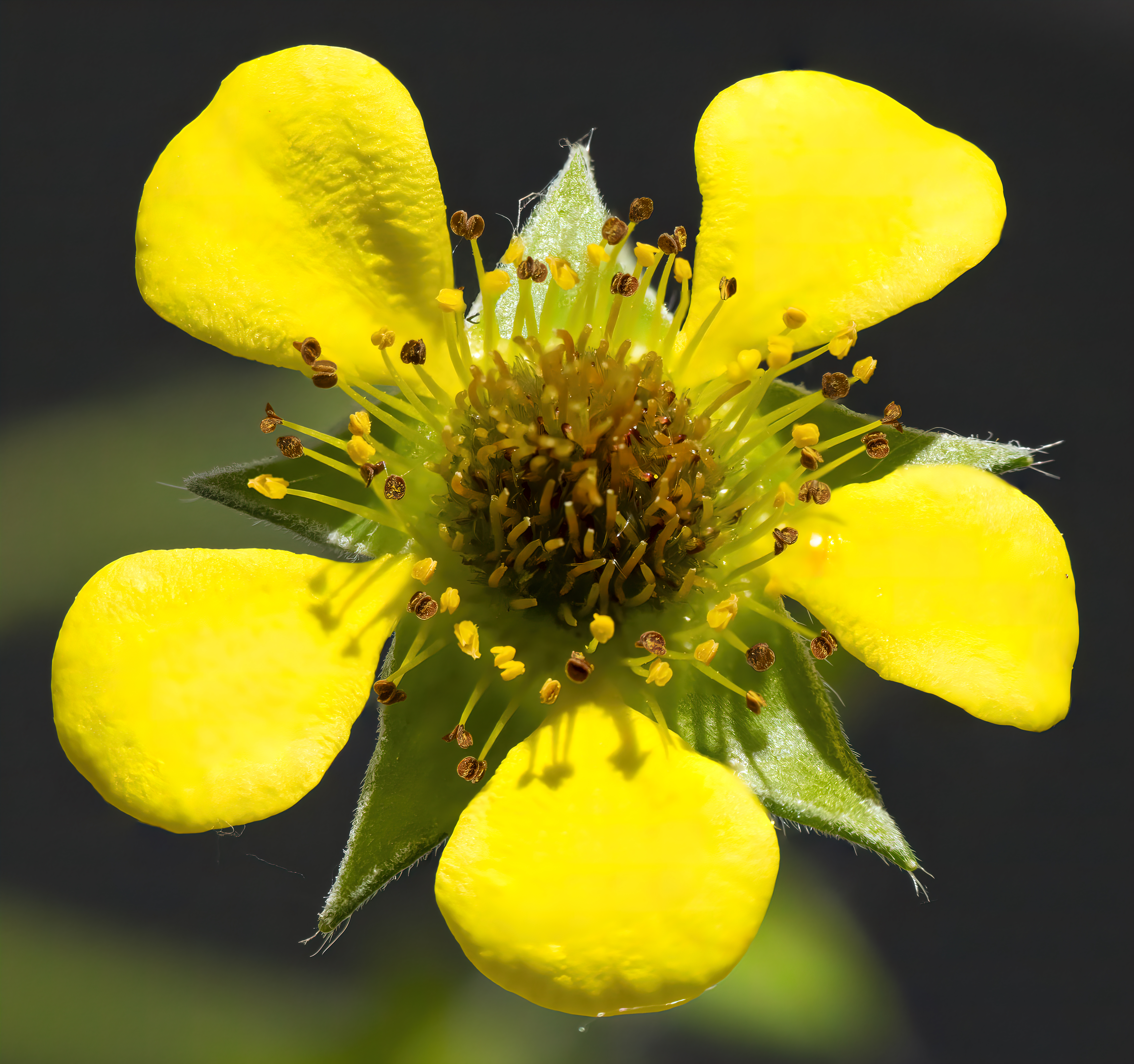
Blomma.
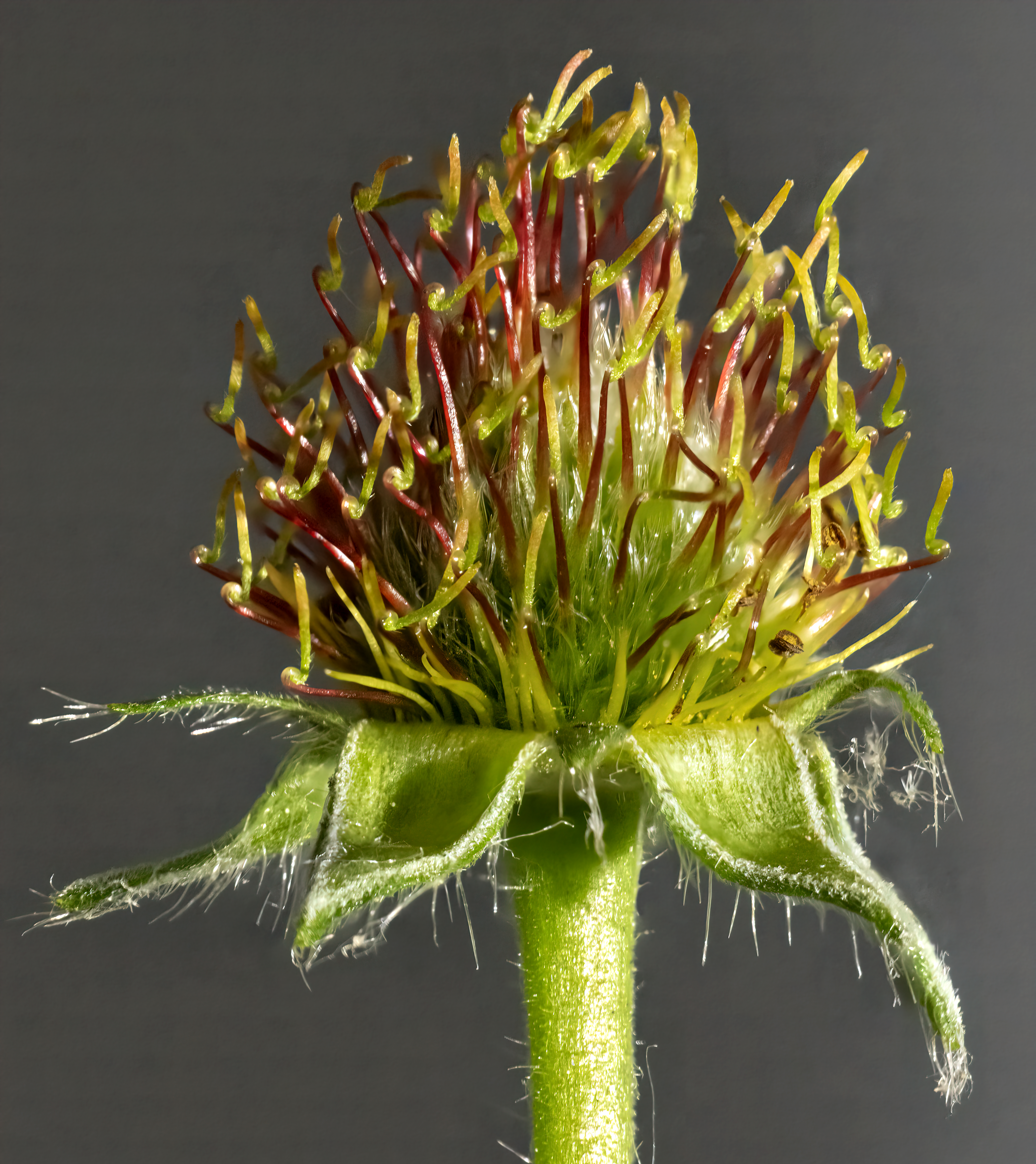
Omogen frukt.

## Användning
Nejlikrot har tidigare använts i religiösa riter. Bladen användes tidigare i England och Tyskland som grönsak. Roten sägs ha smärtlindrande, sövande och desinficerande egenskaper.

## Hybrider
Det förekommer hybrider mellan nejlikrot och humleblomster (G. rivale). Dessa har namnet Geum × intermedium Ehrh., 1791.

## Synonymer
Caryophyllata officinalis Moench
Caryophyllata urbana (L.) Scop.
Caryophyllata vulgaris Lam. nom. illeg.
Geum caryophyllata Gilib. nom. invalid.
Geum hederifolium C.C.Gmel.
Geum hirtum Wahlb.
Geum mengelii Sennen
Geum roylei Wall.
Geum rubrifolium Lej.
Geum salvatoris Sennen
Geum sordidum Salisb. nom. illeg.
Geum urbanum var. platylobum Rouy & E.G.Camus
Geum urbanum var. stenolobum Rouy & E.G.
Streptilon odoratum Raf. nom. illeg.